# Vapors de Sabadell

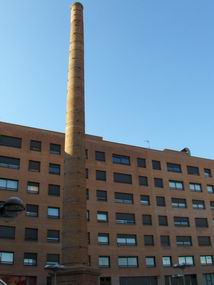
Xemeneia del vapor de ca l'Estruch, a l'actual plaça d'Enric Casassas de Sabadell.

Els vapors són aquelles antigues fàbriques tèxtils que funcionaven amb la màquina de vapor i que per extensió es va generalitzar a tota la fàbrica. A Catalunya i especialment a diverses ciutats del Vallès Alguns d'aquests edificis s'han reconvertit i es troben espais nous que han heretat el nom d'aquelles antigues fàbriques; llocs on a vegades només queda una alta xemeneia o el mateix edifici reconstruït i adaptat a noves necessitats socials.
Al segle xix les màquines de vapor van constituir tota una revolució en l'era industrial i, molt particularment a Sabadell, transformant les fàbriques tèxtils i conseqüentment la seva producció. De fet la industrialització durant aquest segle converteix Sabadell de Vila en una important ciutat fabril. Es va passar d'una vila artesana i menestral, que basava la seva economia en l'agricultura i en la manufactura tradicional de la llana, en un dels principals centres industrials del país.

## Utilitat dels vapors

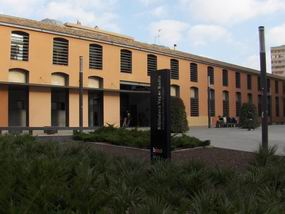
Biblioteca Vapor Badia

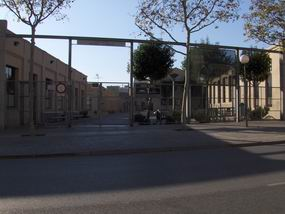
Vapor Llonch

Les fàbriques s'anomenaven vapors, perquè funcionaven gràcies a l'energia del vapor. El vapor constava de la sala de les màquines i les quadres disposades en forma d'U o de pinta al voltant d'un pati que permetia l'accés a les diverses dependències fabrils i la càrrega i descàrrega de les mercaderies. Les quadres eren de construcció senzilla i amb grans finestrals per maximitzar l'entrada de llum solar. A l'interior hi havia les màquines disposades una al costat de l'altra per aprofitar al màxim l'espai. Aquestes estaven connectades a un sistema de corretges i politges mogudes per l'energia del vapor que produïa la màquina (anomenada popularment com "la burra") En molts casos convivien en el mateix vapor diverses petites empreses que llogaven l'espai i pagaven l'energia que utilitzaven.
La mecanització de tot el procés tèxtil va ser progressiva. En un primer moment es mecanitzà el procés de filatura, amb l'aparició de les selfactines. L'últim terç de segle es va mecanitzar el tissatge, i això provocà que bona part dels teixidors artesans que encara quedaven a la ciutat s'haguessin d'incorporar a la dura disciplina fabril. A Sabadell pocs eren els vapors que concentraven tot el procés tèxtil. Les diverses operacions que implicava la fabricació del teixit es duien a terme en diferents establiments especialitzats i per això a Sabadell se la va anomenar ciutat fàbrica.

## Primeres fàbriques

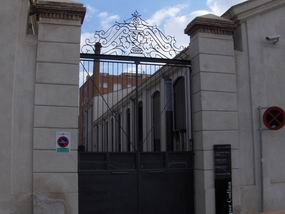
Vapor Codina, seu de l'Àrea de Joventut

A començament de segle xix i, durant gairebé 30 anys, els molins del riu Ripoll es van transformar en fàbriques i a la vila van aparèixer els primers sistemes d'embarrats i corretges, moguts per la força de cavalls i mules. Arribà un moment en què el cabal del riu va ser insuficient per a les necessitats energètiques del moment.
El relleu energètic va arribar amb el vapor. La primera màquina de vapor que es va instal·lar va ser el 1838 a la casa-fàbrica Magí Planas del carrer de Sant Quirze, provocant un gran impacte al veïnat perquè creixien les preocupacions per les explosions i la por a perdre la feina. Els vapors van tenir un efecte totalment contrari. Es va necessitar més mà d'obra i durant dècades es va experimentar una contínua arribada de gent que deixava el camp per incorporar-se a les fàbriques. Els primers immigrants venien, majorment, de la Catalunya interior, d'Aragó i de València.
El primer gran vapor, anomenat Vapor Pissit, es va construir al carrer d'Alemanya el 1843. Ja la indústria del cotó coexistia amb la de la llana, però als volts de 1860 Sabadell es convertí en la ciutat llanera més important de l'Estat espanyol, rebent el nom popular de la Manchester catalana. L'augment de fàbriques i xemeneies va ser constant durant el segle xix fins a arribar a haver-n'hi un centenar de totes mides. El vapor Capmany va ser un dels més antics, on hi va treballar en Mateu Brujas abans d'independitzar-se i fundar la seva important fàbrica. L'any 2011 es va enderrocar el vapor Ribera & Cusidó, a la Creu Alta.

## Població laboral

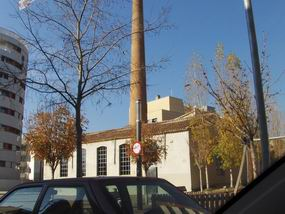
Vapor Buxeda, al carrer Cervantes

El sistema fabril va permetre que la població femenina s'incorporés cada cop més en el món laboral, exercint tasques que, com les de teixidor, fins aleshores només havien desenvolupat els homes. Els nens també treballaven, fins i tot després que la llei prohibís el treball infantil. Les seves mans, més petites, podien arribar a més racons a l'hora de netejar les màquines i el seu cos els permetia pujar fins dalt de la xemeneia per netejar-la. Els incendis i els accidents eren habituals i tothom, inclosos els més petits, estaven exposats a patir-los.

## El combustible
Un dels problemes per fer rendible l'energia del vapor era el subministrament de combustible. El carbó de Catalunya era de baixa qualitat, i per això més del 90% del que es consumia s'importava d'Anglaterra i d'Astúries i s'havia de transportar amb carro des de Barcelona, la qual cosa encaria molt el seu preu. L'any 1855 aquest problema es va reduir amb l'arribada del ferrocarril, que abaratia el subministrament tant de carbó com de maquinària i afavoria l'arribada de mà d'obra i de compradors, facilitant la comercialització dels productes manufacturats. Només durant la dècada de 1950 la indústria tèxtil local es va multiplicar per nou.

## Prosperitat

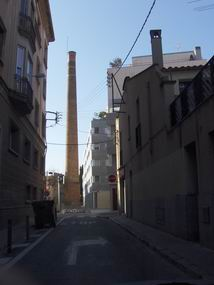
Plaça Joan Oliu

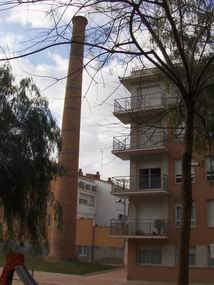
Xemeneia conservada del vapor de Garriga Germans, a la plaça Beatriu de Dia.

La indústria llanera prosperava, augmentava la població i la ciutat creixia amb la nova construcció de carrers i edificis. Dos eixos importants van ser el carrer de la Indústria i la Rambla. Després de Madrid i Barcelona, Sabadell va ser capdavantera en presentar un projecte urbanístic que dividia la ciutat en quatre districtes, cada una amb una plaça i diversos equipaments. Per afavorir les comunicacions exteriors es van construir la carretera de Montcada i el Pont de la Salut. L'arribada de la indústria sempre va anar per davant dels serveis urbans, com ho demostra el fet que el subministrament d'aigua es va garantir a les fàbriques, però la gent encara feia ús dels pous, les fonts i els safareigs, fins ben entrat el segle xx.
El llum de gas també van arribar a la ciutat, primer usades pels empresaris i anys després per il·luminar els carrers, els quals durant tota la meitat del segle xix feia servir fanal d'oli. L'episodi del gas va ser breu, perquè de seguida va quedar desplaçat per l'electricitat. L'energia elèctrica era més econòmica, segura i eficaç; a Sabadell es va introduir per primer cop el 1879, a la sala de filar del Vapor Buxeda Vell.

## Enginyers industrials amb obres de xemeneies conservades a Sabadell
Aquesta és una llista dels enginyers industrials que participaren en projectes de construcció de xemeneies en algun dels antics vapors de Sabadell i que actualment es conserven. L'ordre dels noms va en funció cronològica de l'obra de cada un.
- Narcís Nunell i Sala, (Sabadell, 1842 - 1915)
- Gerónimo Bolíbar Galup, (Bueu, Pontevedra, 1850 - Barcelona, 1924)
- Manuel Folguera i Duran, (Sabadell, 1867 - Barcelona, 1951)
- Juan Flórez Posada, (Lleó, 1876 - 1933)
- Francesc Izard i Bas, (Sabadell, 1872 - 1957)
- Miquel Sampere i Oriach, (Sabadell, 1887 - 1940)
- Camilo Dòria Puig-Oriol, (Barcelona, 1894 - 1952)
- Arnau Izard i Llonch, (Sabadell, 1897 - 1993)
- Antoni Forrellad i Solà, (Sabadell, 1912 - 1983)
- Josep Salvador i Roig, (Sabadell, 1914 - 1965)
- Ramon Vall i Rimblas, (Sabadell, 1923 - 1998)